# Окупація Польщі (1939–1945)

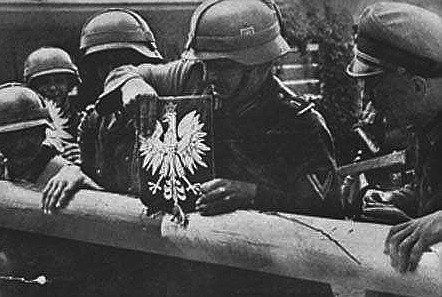
1 вересня 1939 року, початок окупації Польщі Третім Рейхом

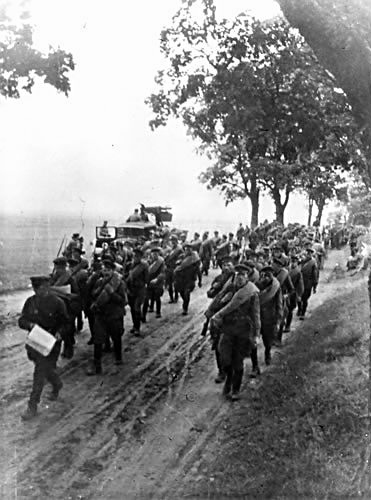
Окупаційні війська СРСР у Польщі

Окупáція Пóльщі — окупація території Польщі Третім Рейхом та СРСР під час Другої світової війни. Окупація почалася з вторгнення на територію Польщі німецьких військ 1 вересня 1939 року та військ СРСР 17 вересня 1939 року і закінчилася в лютому 1945 року, коли радянська армія звільнила Польщу від нацистської окупації і Польща де-юре відновила контроль над своїми землями, хоча, фактично, і потрапила під контроль СРСР.
У період окупації загинуло і померло близько 6 млн громадян Польщі або близько 21,4 % від усього населення. Значну частину загиблих становили євреї — понад 3 млн.

## Початок німецької окупації

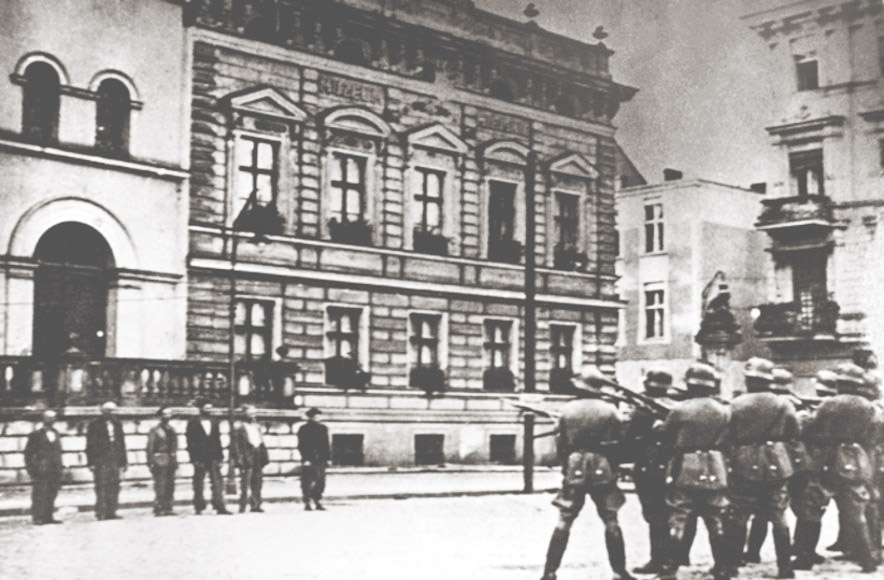
Розстріл поляків німецькими окупаційними військами, 9 вересня 1939

31 серпня 1939 року Гітлер підписав секретну директиву № 1 «Про ведення війни», у якій повідомлялося:
На Заході важливо, щоб відповідальність за початок воєнних дій падала повністю на Францію й Англію….
Опівдні 31 серпня штурмбанфюрер СС Альфред Науйокс отримав умовний наказ здійснити під виглядом польських військовослужбовців напад на радіостанцію у прикордонному містечку Гливиці. В ефір передали звернення польською мовою, на місці залишені тіла вбитих ув'язнених у польській уніформі. Тієї ж ночі німецькі новинні служби заявили, що польська армія зробила нічим не спровокований напад на Третій Рейх.

1 вересня 1939 року о 4:00 45 хв, згідно з планом «Вайс», без оголошення війни німецькі війська почали наступ на лінії фронту протяжністю близько 1600 км — по всьому німецько-польському кордоні, а також з території Моравії і Словаччини. Кілька хвилин по тому навчальний лінкор «Шлезвіг-Гольштейн» відкрив вогонь по польській військово-морській базі Вестерплатте в вільному місті Данциг. Цього ж дня вранці, виступаючи в Рейхстазі, Гітлер заявив:
Сьогодні вночі Польща вперше стріляла по нашій території, використовуючи регулярну армію. Ми відповімо вогнем не пізніше 5:45.
У перший день наступу німецька авіація знищила більшу частину польської авіації на аеродромах, створивши умови для стрімкого просування сухопутних військ. Після цього німецька авіація унеможливила організоване завершення мобілізації польських збройних сил і великі оперативні переміщення залізницею, а також серйозно порушила управління і зв'язок противника. На третій день війни польські ВПС припинили будь-який спротив. За іншими джерелами, польське командування зберегло авіацію від першого удару люфтваффе, перекинувши її 31 серпня на польові аеродроми. І хоча німецька авіація завоювала повне панування в повітрі, польські льотчики в ході війни збили понад 130 літаків супротивника.
Тимчасово (формально від 3 до 25 жовтня) влада в окупованій німцями Польщі здійснювалась Верховним командуванням Східного (Ober-Ost) фронту на чолі з генерал-полковником Браухічем, головою цивільної адміністрації від 13 вересня 1939 року був Ганс Франк.

## Початок радянської окупації

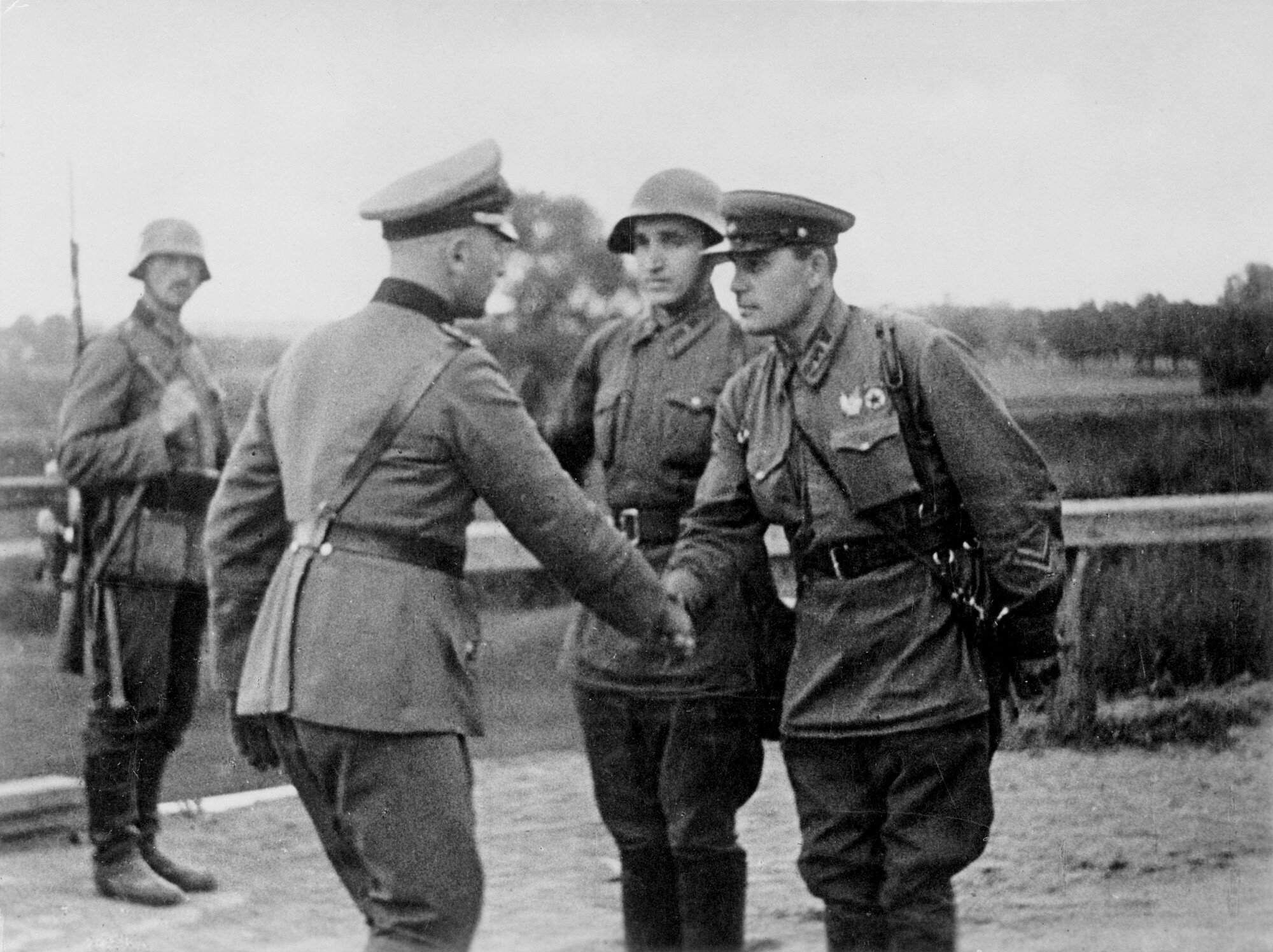
Німецький та радянський офіцери: рукостискання союзників. 1939

17 вересня 1939 як союзник Третього Рейху проти Польщі виступив СРСР. Напад на Польщу відбувся за попередньою злочинною змовою між СРСР і Третім Рейхом з порушенням низки міжнародних угод, якими було захищено Польщу, в тому числі Договору про ненапад між Польщею та СРСР 1932 року.
Після вступу у війну СРСР становище польських військ різко погіршилося. Так, місто Берестя-над-Бугом (сучасне Берестя, Білорусь) та Берестейську фортецю в результаті боїв 14—17 вересня було частково захоплено військами Вермахту. Один із батальйонів польського гарнізону під командуванням капітана Радзишевського продовжував спротив і 26 вересня був остаточно вибитий із Берестейської фортеці військами Червоної Армії.

## Падіння Польщі
Під натиском німецьких, а пізніше і радянських військ осередки опору поляків придушувалися один за одним. В умовах нападу СРСР головна тяжкість опору німецьким військам випадала на Центральний фронт Тадеуша Піскора. 17—26 вересня відбулися дві битви під Томашувом-Любельським — найбільші у вересневій кампанії після битви на Бзурі. Армії «Краків» і «Люблін» під загальним командуванням Тадеуша Піскора і основні сили Північного фронту, що перегороджували шлях на Львів, мали завдати поразки силам 7-го німецького корпусу в районі Рави-Руської. У ході запеклих боїв пробити німецьку оборону так і не вдалося, польські війська зазнали важких втрат. 20 вересня 1939 року генерал Тадеуш Піскор оголосив про капітуляцію Центрального фронту.
27 вересня впала Варшава, наступного дня — Модлин. 1 жовтня капітулювала балтійська військово-морська база Гель. 6 жовтня капітулював останній осередок організованого польського опору в Коцьку.
У період з 1 вересня по 26 жовтня 1939 року, поки територія Польщі перебувала під управлінням німецького військового командування, військовослужбовці вермахту здійснили 311 масових страт польських військовослужбовців і цивільних осіб. Надалі, 27 жовтня влада на окупованій території була передана цивільній німецькій адміністрації.

## Міжнародна реакція
3 вересня 1939 року Велика Британія і Франція оголосили війну Німеччині, однак аж до 17 вересня бойові дії на західному фронті обмежувалися боями місцевого значення. 7 вересня частини 3-ї та 4-ї французьких армій перейшли кордон Німеччини в Саарі і зайняли кілька сіл, не зустрівши опору з боку німецької армії.

## Наслідки
У результаті поразки Польщі в оборонній війні німці окупували територію площею 188 000 км² (48,2 % від Другої республіки), під німецьку окупацію потрапили 22 млн жителів (близько 63 % населення Другої республіки). 1 вересня, відразу після початку війни, відповідно до законодавства Рейхстагу в Рейх було включено вільне місто Гданськ.